# Epipremnum
Genre
Epipremnum est un genre de plantes de la famille des Araceae. Il contient plusieurs espèces utilisées comme plantes d'ornements, notamment d'intérieur, comme Epipremnum aureum ou « pothos ». Ces espèces sont originaires de l'Asie du Sud-Est et d'Océanie.

## Espèces
À ce jour, 15 espèces d'Epipremnum sont recensées selon Jardins botaniques royaux de Kew , :
- Epipremnum amplissimum (Schott) Engl.
- Epipremnum aureum (Linden & André) G.S.Bunting
- Epipremnum carolinense Volkens
- Epipremnum ceramense (Engl. & K.Krause) Alderw.
- Epipremnum dahlii Engl.
- Epipremnum falcifolium Engl.
- Epipremnum giganteum (Roxb.) Schott
- Epipremnum meeboldii K.Krause
- Epipremnum moluccanum Schott
- Epipremnum moszkowskii K.Krause
- Epipremnum nobile (Schott) Engl.
- Epipremnum obtusum Engl. & K.Krause
- Epipremnum papuanum Alderw.
- Epipremnum pinnatum (L.) Engl.
- Epipremnum silvaticum Alderw.

## Toxicité
Les espèces d'Epipremnum contiennent des substances irritantes pour la peau et les muqueuses et sont toxiques pour l'Homme et les animaux.

## Distribution
Epipremnum est originaire de l'Asie du Sud-Est et du nord de l'Océanie. Il a été également introduit dans les zones intertropicales d'Amérique (Floride aux États-Unis, Cuba, Hispaniola, Colombie, Équateur, nord-est du Brésil) et d'Afrique (Guinée, Côte d'Ivoire, Cameroun, Kenya).
Il a également été introduit comme plante d'intérieur sur tous les continents, notamment avec les variétés et leurs cultivars : Epipremnum aureum, Epipremnum pinnatum et Epipremnum amplissimum.